# Moshe Leib Lilienblum
Moshe Leib Lilienblum (em iídiche: משה לייב לילינבלום  ) (Keidany, 22 de outubro de 1843 - Odessa, 12 de fevereiro de 1910) foi um estudioso e autor judeu e um dos líderes do movimento protossionista Hovevei Zion. Ele também usou o pseudônimo Zelophehad Bar-Hushim (em hebraico: צלפחד בר־חושים).

## Biografia
Moshe Yehuda Leib Lilienblum era filho de R. Zevi, um pobre tanoeiro. Com seu pai, ele aprendeu o cálculo do curso das estrelas e sua relação com o calendário hebraico. Seu avô materno era professor e também contribuiu com a sua educação inicial. Aos treze anos, ele organizou uma sociedade de meninos para o estudo de Ein Yaakov. Ele se casou com apenas quinze anos e se estabeleceu em Vilkomir, sendo mantido pelo sogro, mas uma mudança fez com que ele tivesse que recorrer aos seus próprios recursos e, em 1865, Lilienblum estabeleceu uma yeshivá em Vilna. No ano seguinte, ele montou outra.

## Judaísmo e a questão judaica
As mudanças que afetaram a comunidade judaica ao longo dos anos provocaram uma grande mudança na atitude de Lilienblum em relação ao judaísmo e à questão judaica. Inicialmente, ele leu os escritos dos Maskilim, os líderes da Haskalah, particularmente os de Mapu e os de Ginzburg. Isso produziu nele um sentimento de insatisfação com os estudos talmúdicos tradicionais e uma aversão à ignorância e superstição que o cercavam; ele decidiu, portanto, combater essas falhas. Em um artigo intitulado Orḥot ha-Talmud, publicado em 1868 no Ha-Meliẓ, ele denunciou as crenças e práticas supersticiosas de seu povo, exigiu a reforma do judaísmo e insistiu na necessidade de estabelecer uma "conexão mais próxima entre a religião e a vida". Este artigo, e outros da mesma natureza que se seguiram, agitaram as comunidades judaicas na Rússia, e causou uma tempestade de indignação contra ele a partir dos ortodoxos mais tradicionalistas. Ele foi denunciado como um livre-pensador e ficou impraticável manter residência em Wilkomir. Em 1869, ele se mudou para Odessa, onde pretendia se preparar para a universidade, mas logo foi obrigado a desistir da ideia.
Os distúrbios antissemitas de 1880 e 1881 despertaram em Lilienblum a consciência da posição insegura dos judeus "no exílio", e ele escreveu sobre suas apreensões em um artigo intitulado Obshcheyevreiski Vopros i Palestina (em Razsvyet, 1881, Nos. 41, 42); nele ele aponta o restabelecimento dos judeus na Palestina como a única solução para a questão judaica. Este artigo não passou despercebido; alguns saudaram a ideia e se propuseram a colocá-la em prática. Em 1883, um comitê foi organizado em Odessa para a colonização da Palestina, com Lilienblum servindo como secretário e o Dr. Leon Pinsker, autor de Auto-Emancipação, como presidente. Na Conferência dos grupos Hibbat Zion em Katowice, Lilienblum teve um papel sério e enérgico como secretário, enquanto os representantes dos judeus europeus se discutiram os primeiros planos de colonização na Palestina, lançando uma pedra fundamental para o movimento sionista. 
A atividade de Lilienblum abrange, portanto, dois períodos distintos em seu pensamento. No primeiro período, ele seguiu o exemplo dos Maskilim e da Haskalah e exigiu a reforma do judaísmo; ele diferia, no entanto, dos Maskilim por ser muito menos extravagante, seu estilo sendo livre da meliẓah florida usada por eles, e suas ideias marcadas pela sobriedade e clareza. Seu Orḥot ha-Talmud, mencionado acima, e sua autobiografia, Ḥaṭṭot Ne'urim (Os Pecados da Juventude; Viena, 1876), contêm uma descrição de suas lutas materiais e espirituais; ambos causaram forte impressão no período. Sua influência no segundo período, o do despertar nacional judaico, do qual participou ativamente, também se deveu a esse estilo característico. Em seu artigo sobre a questão judaica e a Palestina em 1881, bem como em seu posterior O Vozrozhdenii Yevreiskovo Naroda (Odessa, 1883), que inclui o primeiro e outros ensaios de caráter semelhante, ele apresenta clara e sobriamente a posição anômala mantida pelos judeus entre as nações em que viviam e demonstra logicamente sua desesperança, exceto por meio da independência nacional.

## Trabalhos publicados
Lilienblum também escreveu:
- Ḳehal Refa'im, um poema que descreve os diferentes tipos de judeus russos da época, conforme aparecem no mundo inferior (Odesa, 1870)
- Olam ha-Tohu, sobre algumas fases da literatura hebraica (em Ha-Shaḥar, 1873)
- Biḳḳoret Kol Shire Gordon, sobre JL Gordon como poeta (em Meliẓ Eḥad Mini Elef, São Petersburgo, 1884)
- Zorobabel, drama histórico em iídiche (Odesa, 1888)
- "Derek la-'Abor Golim", uma história do movimento Hovevei Zion até a época da ratificação pelo governo russo do comitê para a colonização da Palestina ( Varsóvia, 1899)
- Derek Teshubah, uma adição a Ḥaṭṭot Ne'urim, descrevendo a transição do autor do período negativo da Haskalah para o período positivo do despertar nacional
- Pyat Momentov Zhizhni Moiseya (em russo; Varsóvia, 1900), uma análise psicológica de alguns momentos importantes da vida de Moisés
- Lilienblum também editou Kawweret, uma coleção de artigos em hebraico (Odesa, 1890), e o Luaḥ Aḥiasaf, 1901. Ele foi autor de vários outros artigos, dos quais o mais importante é O Neobkhodimosti Reform v Yevreiskoi Religii (em Voskhod, 1882-83).

## Homenagens
Kfar Malal, um moshav no centro de Israel, recebeu o nome de Moshe Leib Lilienblum, com base em suas iniciais, MLL.  Ruas em Jerusalém, Haifa e Ramat Gan, a rua Lilienblum no sul de Tel Aviv, assim como ruas em Netanya e Rishon Lezion foram nomeadas em sua homenagem